# Phrynobatrachus cornutus
Espèce
Synonymes
- Arthroleptis cornutus Boulenger, 1906

Statut de conservation UICN

 LC  : Préoccupation mineure
Phrynobatrachus cornutus est une espèce d'amphibiens de la famille des Phrynobatrachidae.

## Répartition
Cette espèce se rencontre au Cameroun, au Gabon, en Guinée équatoriale, en République centrafricaine et en République du Congo,.

## Description
Phrynobatrachus cornutus mesure environ 20 mm. Son dos est gris avec des taches sombres et, parfois, une ligne vertébrale claire ; ses membres sont rayés de manière plus ou moins marquée.

## Publication originale
- Boulenger, 1906 : Descriptions of new batrachians discovered by Mr. G.L. Bates in South Cameroon. Annals and Magazine of Natural History, sér. 7, vol. 17, p. 317-323 (texte intégral).